# Xylophaga murrayi
Xylophaga murrayi is een tweekleppigensoort uit de familie van de Pholadidae. De wetenschappelijke naam van de soort is voor het eerst geldig gepubliceerd in 1967 door Knudsen.